# Hedy Lamarr: From Extase to Wifi
Pour plus de détails, voir Fiche technique et Distribution.
Hedy Lamarr: From Extase to WiFi (Bombshell: The Hedy Lamarr Story) est un film documentaire biographique américain, réalisé par Alexandra Dean et sorti en 2017.
Il a ensuite été diffusé en France sur Arte sous le titre Hedy Lamarr, star et inventeuse de génie.

## Synopsis
Actrice de jour et scientifique du soir, Hedy Lamarr (1914-2000), la sublime créature d'Extase, fut une star de la MGM qui tourna avec les plus grands réalisateurs de son temps et fut célébrée comme une des plus belles femmes du monde. Mais on ignora longtemps qu'elle est aussi à l'origine de la création d'un système de codage complexe, ancêtre du Gps et du Wifi, l’étalement de spectre par sauts de fréquence. 
Le documentaire d'Alexandra Dean rend hommage à la figure hollywoodienne et, mêlant extraits de ses films, images d'archives et témoignages (de ses enfants, d'amis et de proches, de journalistes etc.), met en lumière sa personnalité complexe et son esprit pionnier d'inventrice.

## Fiche technique
- Titre : Hedy Lamarr: From Extase to Wifi
- Titre alternatif : Hedy Lamarr, star et inventeuse de génie
- Titre original : Bombshell: The Hedy Lamarr Story
- Réalisation : Alexandra Dean
- Scénario : Alexandra Dean
- Musique : Jeremy Bullock et Keegan DeWitt (en)
- Production : Adam Haggiag, Alexandra Dean et Katherine Drew
  - Production déléguée : Michael Kantor, Regina K. Scully et Susan Sarandon
- Société de production : Reframed Pictures
- Pays de production :  États-Unis

## Distribution
Intervenants ou images d'archives :
- Hedy Lamarr
- Mel Brooks
- Fleming Meeks
- Richard Rhodes
- Jan-Christopher Horak
- Jeanine Basinger
- Peter Bogdanovich
- Anne Helen Petersen
- Diane Kruger
- Stephen Michael Shearer
- Robert Osborne
- Denise Loder DeLuca
- Lodi Loder
- James L. Loder